# Chloroclystis angelica
Chloroclystis angelica là một loài bướm đêm trong họ Geometridae.